# Vrouwjuttenland
Het Vrouwjuttenland is een gracht in de stad Delft, in de Nederlandse provincie Zuid-Holland. De gracht dateert van rond 1432. Het Vrouwjuttenland gaat in het noordwesten over in de Verwersdijk en in het zuidoosten in het Vrouwenregt.
Het Vrouwjuttenland heeft aan beide kanten van de gracht een straat lopen met daaraan een aantal monumentale panden. De zuidwestelijke straat ligt tussen de Choorstraat en de Voldersgracht, de noordoostelijke loopt vanaf de brug bij de Verwersdijk tot aan de Vlamingstraat. Op het Vrouwjuttenland komt de gracht Rietveld uit. Rond 1432 was de naam Verjutten lant; de naam Vrouwjuttenland werd in 1999 officieel bevestigd.

## Trivia
Op Vrouwjuttenland 12 is schrijfster en oprichtster van de Algemeene Nederlandsche Vrouwenvereeniging Tesselschade-Arbeid Adelt Betsy Perk opgegroeid.
Vrouwjuttenland 19 was waar Jan Schoonhoven woonde en werkte. Een plaquette ter herinnering is in het trottoir ter hoogte van nummer 19 geplaatst

## Bruggen
- Drapeniersbrug
- Schreibrug[3]

## Fotogalerij

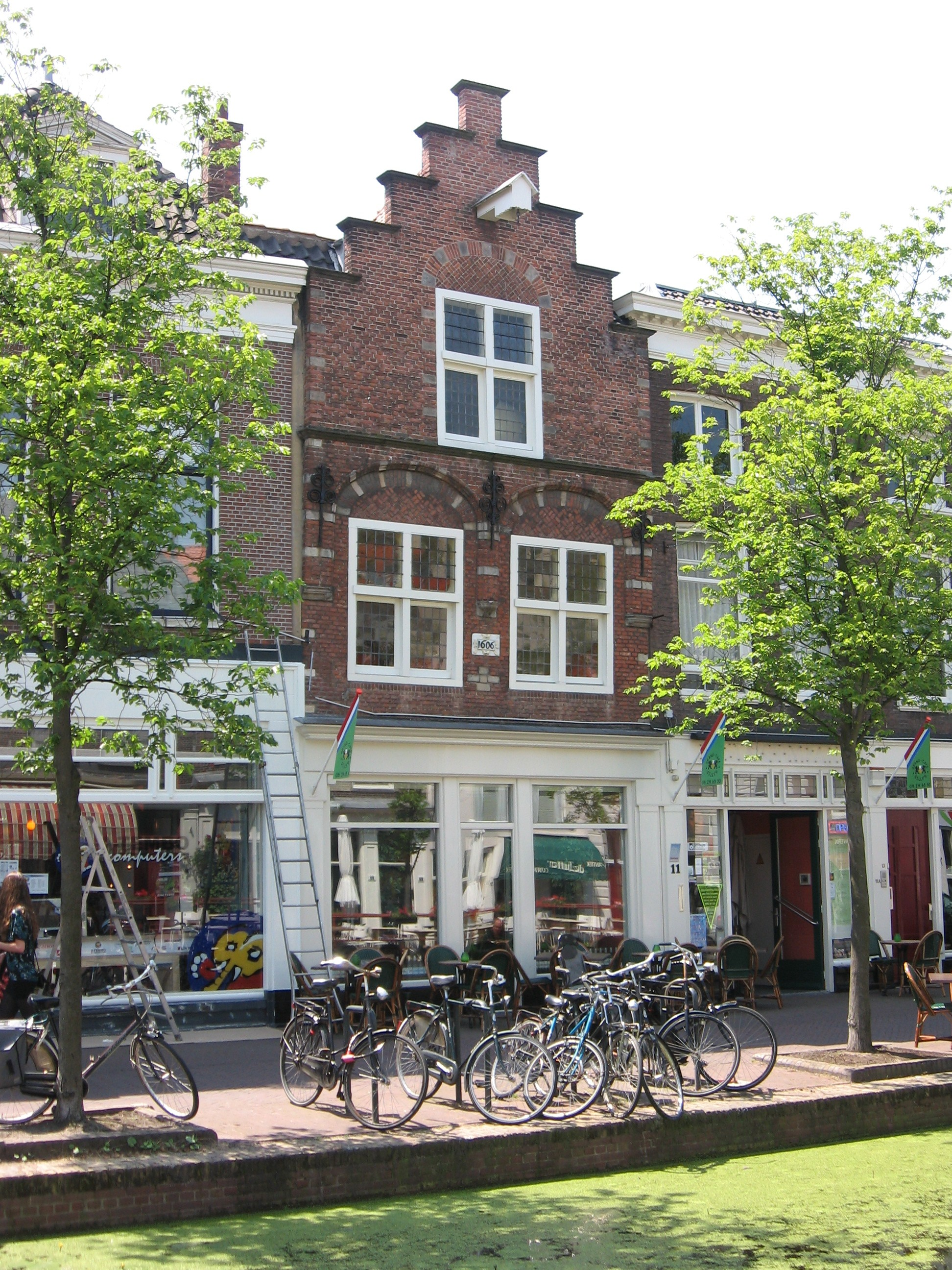
Vrouwjuttenland 5-7
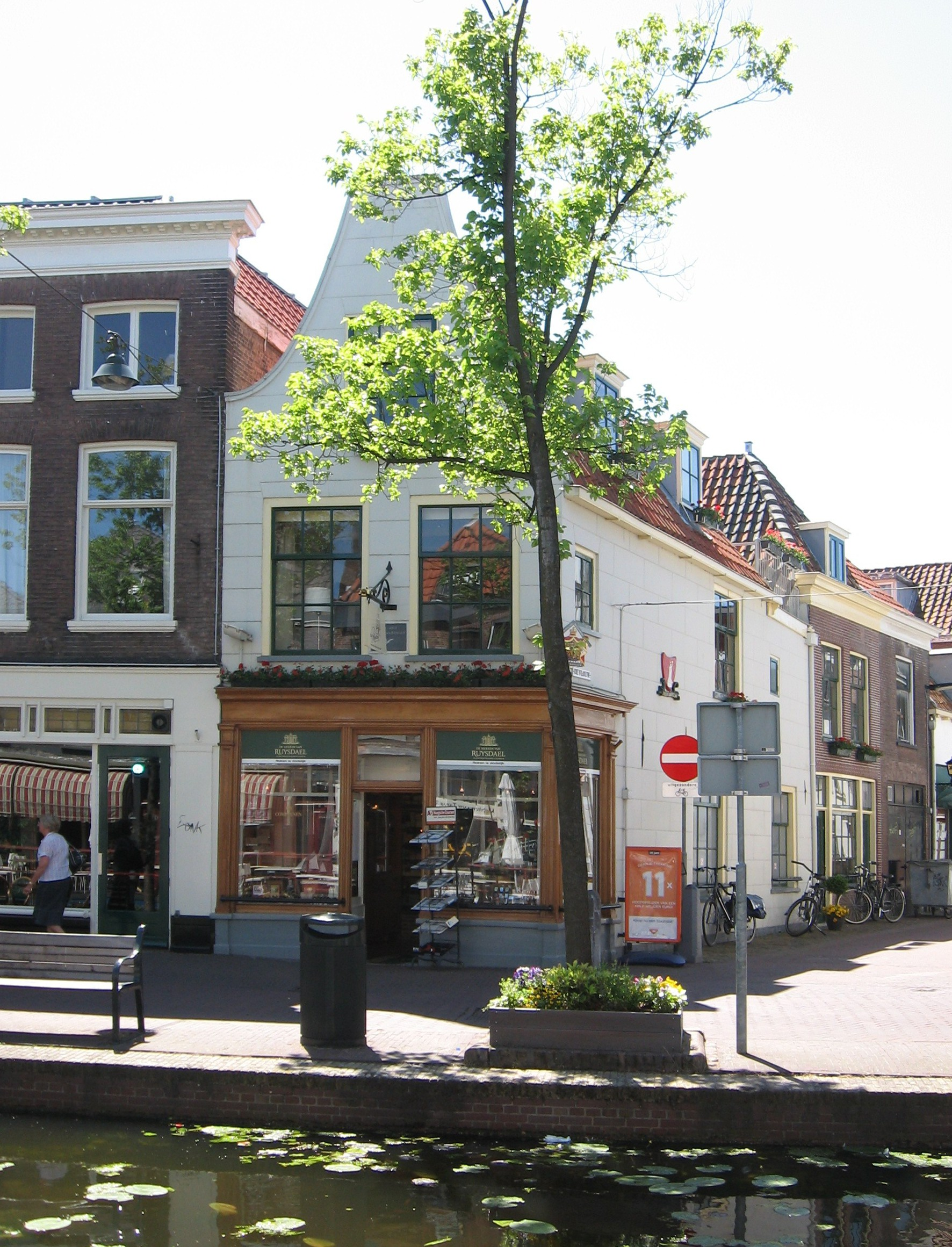
Vrouwjuttenland 15
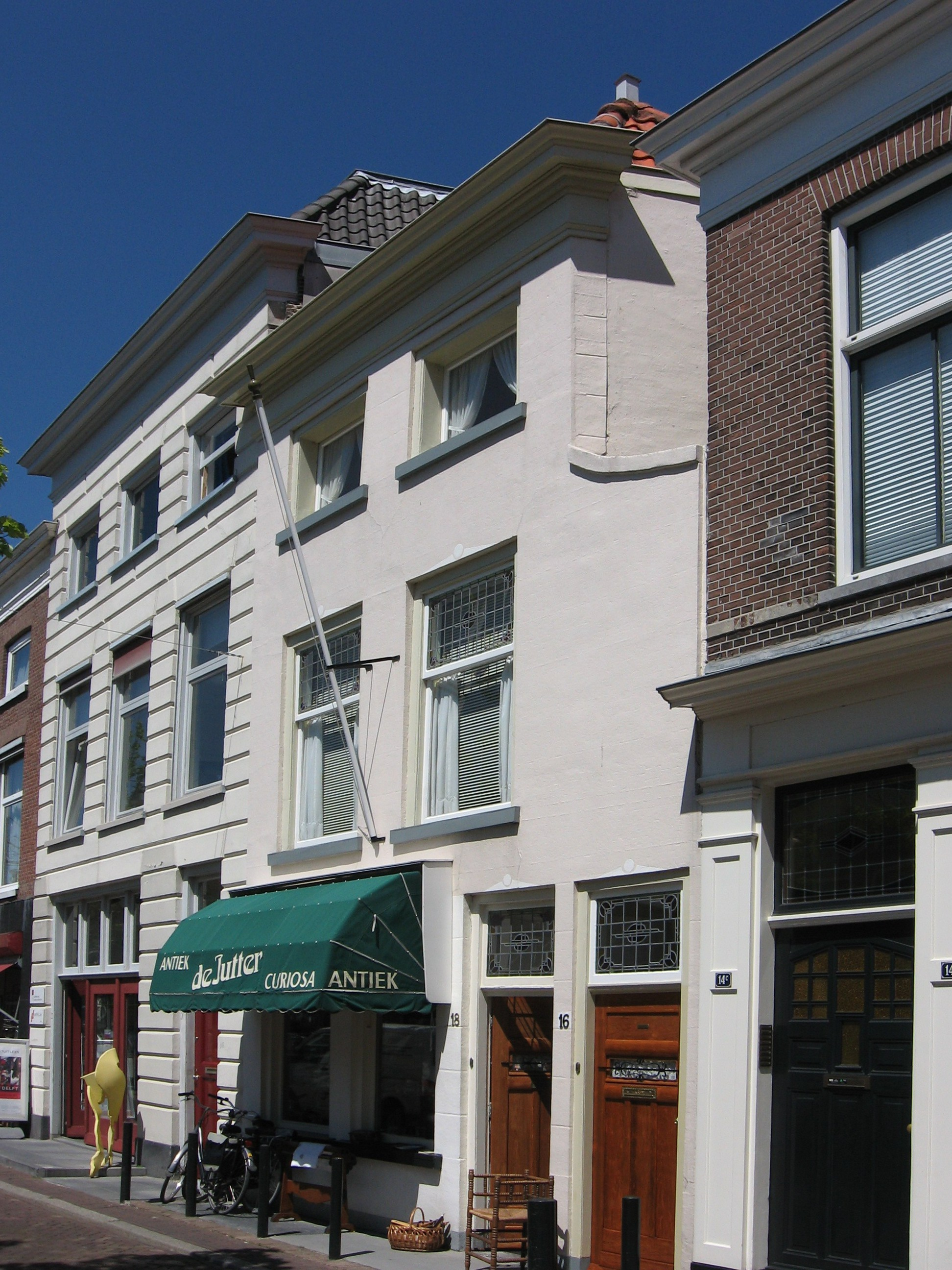
Vrouwjuttenland 16-18
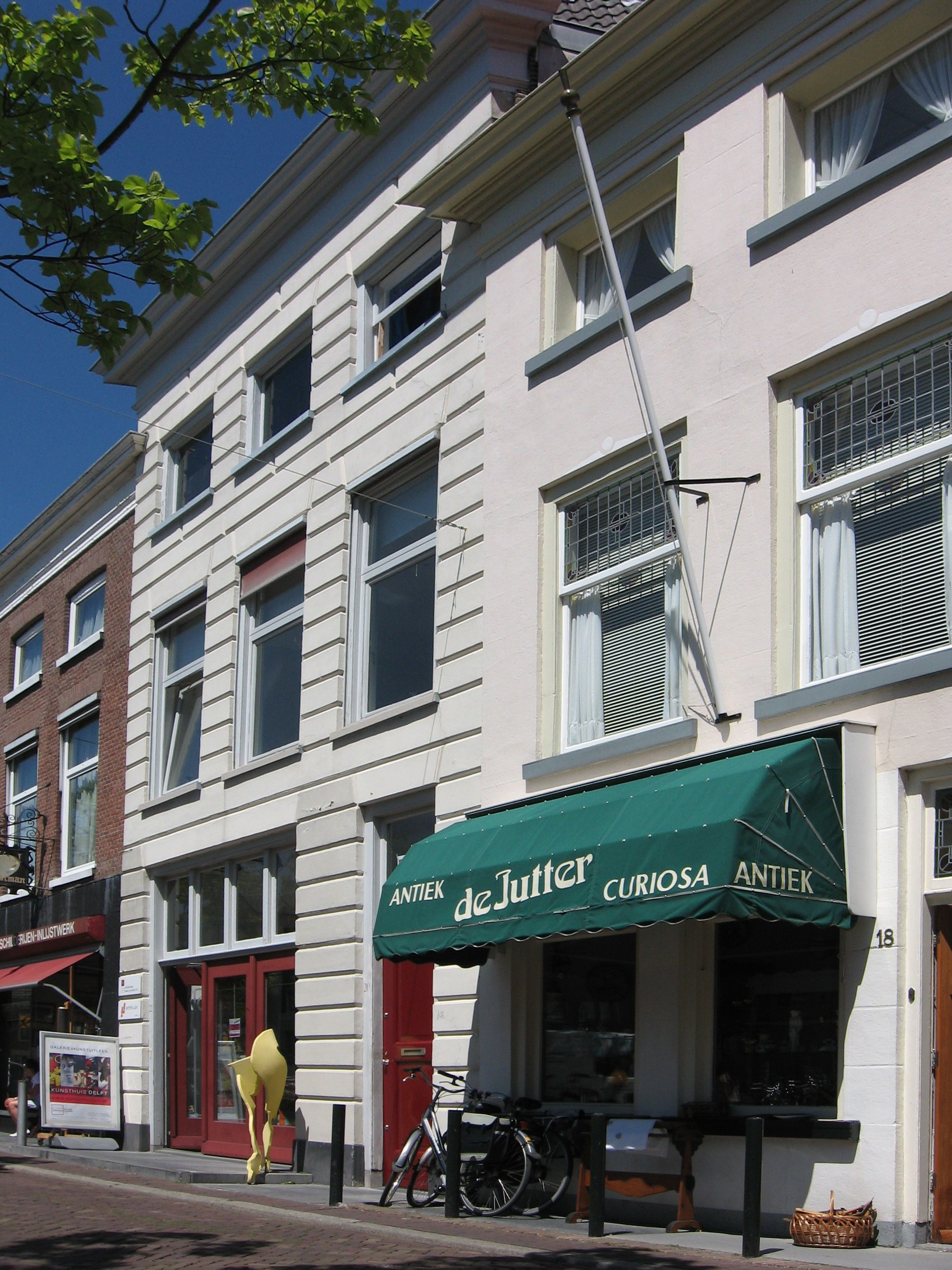
Vrouwjuttenland 20-22
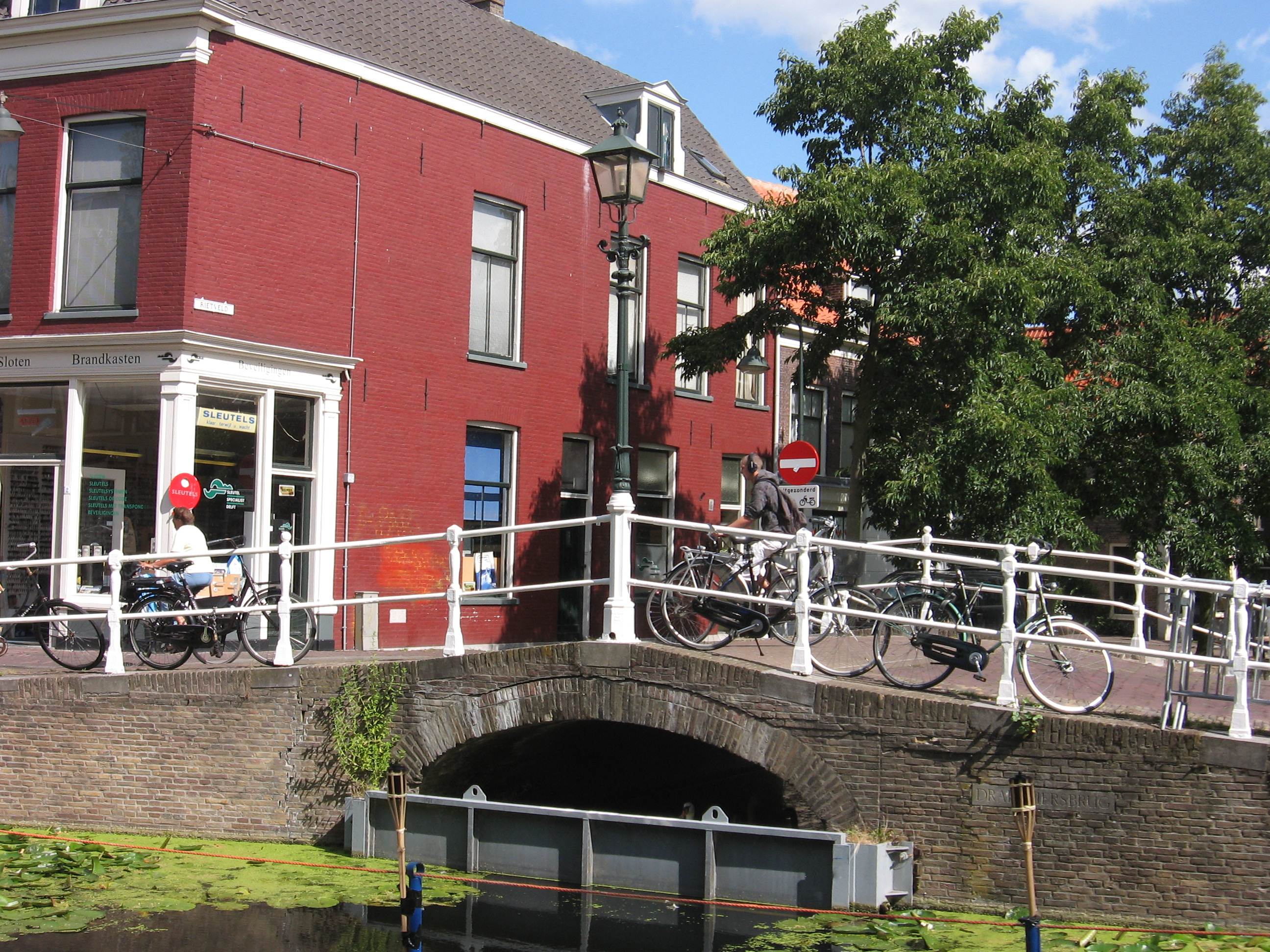
De Drapeniersbrug verbindt het Rietveld met het Vrouwjuttenland
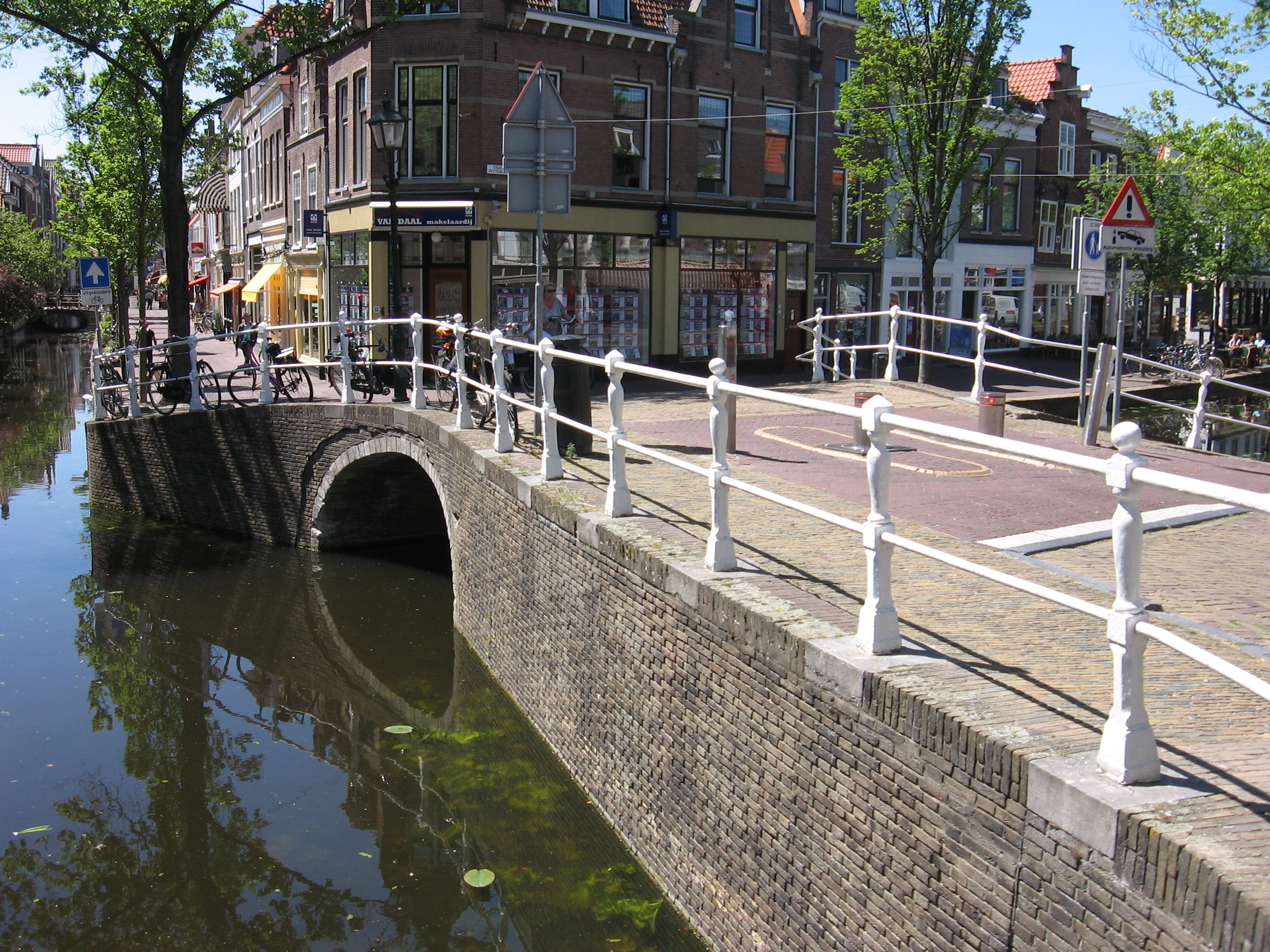
Schreibrug over Vrouwjuttenland (rijksmonument)

Eerste noord-zuid hoofdgracht: Oude Delft en Noordeinde
Tweede noord-zuid hoofdgracht: Nieuwe Delft (Korte/Lange Geer ·
Koornmarkt ·
Wijnhaven ·
Hippolytusbuurt ·
Voorstraat)
Derde noord-zuid hoofdgracht: Verwersdijk ·
Vrouwjuttenland ·
Burgwal ·
Brabantse Turfmarkt ·
Achterom
     Verlegging: Vrouwenregt · Oosteinde
Oost-west grachten:
Voldersgracht ·
Molslaan ·
Gasthuislaan ·
Zuidergracht
Binnenwatersloot ·
Nieuwe en Oude Langendijk ·
Vlamingstraat ·
Rietveld ·
Kantoorgracht
Buiten het centrum:
Buitenwatersloot ·
Westsingelgracht